# Río Fortes
El río Fortes, también llamado Mayor en algunos mapas, nace en la vertiente norte de Los Cimarrales (1935 m) en la Sierra de la Paramera. En Riofrío recibe las aguas del arroyo del Guijo, pasa por Escalonilla y en Mironcillo recibe las aguas del arroyo de la Garganta  que trae sus aguas de la Sierra de los Baldíos y deja en su margen izquierda el Castillo de Manqueospese. Aguas abajo de Mironcillo se interna en la zona llana del valle de Amblés, para desembocar en el río Adaja, en la zona de Los Lázaros (Sotalbo), del que es un importante afluente.